# Philipp Nagl

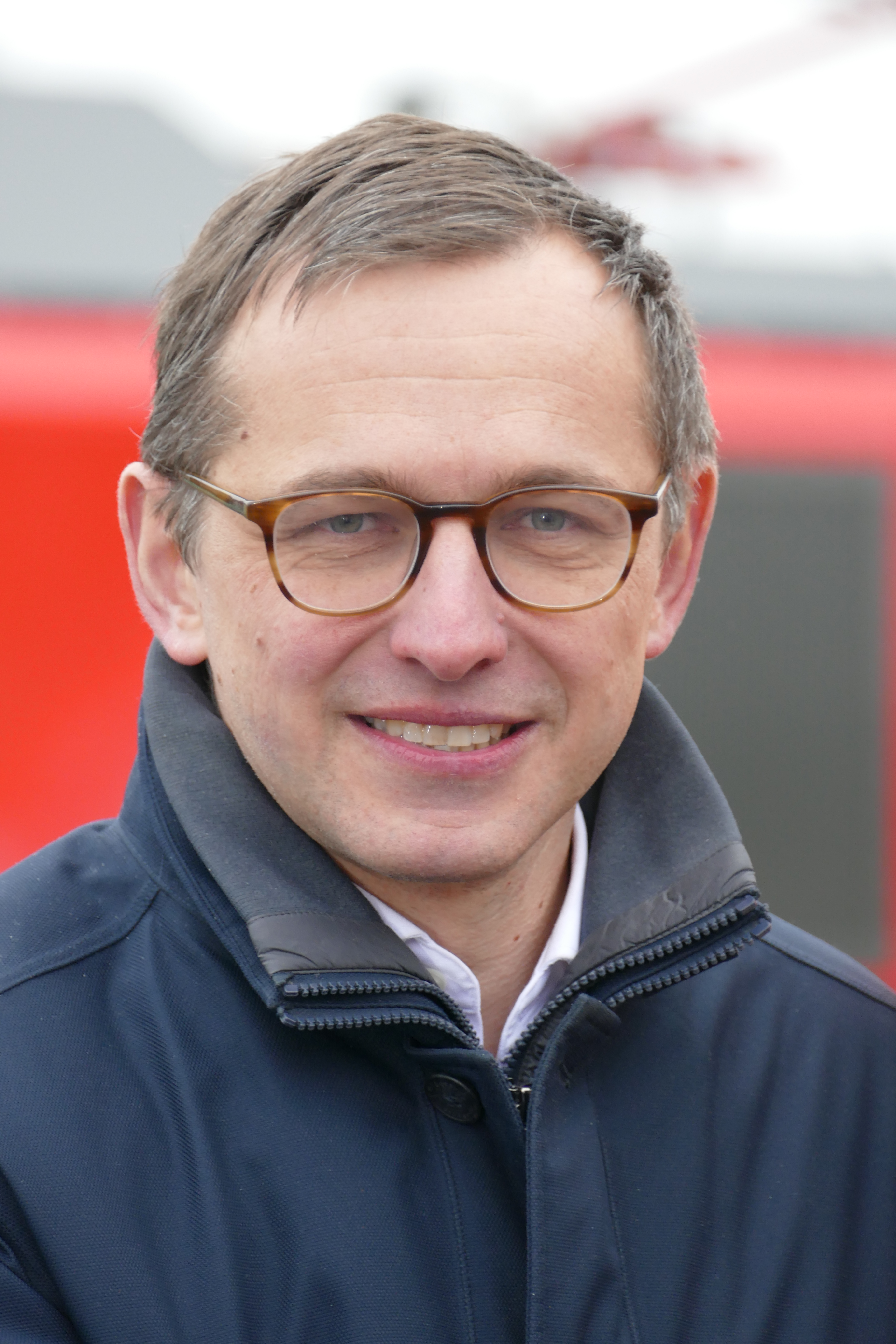
Philipp Nagl am 14. Dezember 2024

Philipp Julius Siegfried Nagl (* 17. Februar 1982) ist ein österreichischer Manager in der Eisenbahnbranche. Seit August 2022 ist er Vorstandsvorsitzender der DB InfraGO AG (zuvor DB Netz AG).

## Werdegang
Nach eigenen Angaben interessierte sich Nagl bereits seit seiner Kindheit für Eisenbahn und Details.
Nagl war wissenschaftlicher Mitarbeiter am Institut für Transportwirtschaft und Logistik an der Wirtschaftsuniversität Wien. Er wurde 2008 dort bei Sebastian Kummer über die  Einflüsse des Ladekapazitätswachstums von Transportmitteln auf die Erstellung von Verkehrsleistungen im Verkehrsträgervergleich unter Fokussierung des Straßengüterverkehrs zum Dr. rer. soc. oec. promoviert. An der Universität war er auch als Dozent sowie in verschiedenen Forschungs- und Beratungsfunktionen tätig.
Von 2011 bis 2014 war er Leiter der Geschäftsentwicklung für den Bereich Personenverkehr der Österreichischen Bundesbahnen. Er setzte dabei neue Strategien in Bereichen wie Taktfahrplan, Fahrzeug-, Nachtzug- und Vertriebsmanagement um. Er war danach in verschiedenen Funktionen bei DB Fernverkehr tätig, u. a. als Leiter Angebotsmanagement (um 2015), Leiter Fahrplan und Verkehrsleitung sowie zuletzt (seit 16. November 2018) als Vorstand Produktion. Am 15. August 2022 wurde Nagl Vorstandsvorsitzender der DB Netz. Er folgte in dieser Funktion Frank Sennhenn nach, der vorzeitig in den Ruhestand ging. Mit der Verschmelzung der DB Station&Service auf die DB Netz und deren gleichzeitiger Umfirmierung zur DB InfraGO am 27. Dezember 2023 wurde er deren Vorstandsvorsitzender.
Im September 2024 verlängerte der Aufsichtsrat der DB InfraGO AG seinen Vertrag um fünf weitere Jahre.